# Scottish Championship
La Scottish Championship è la seconda divisione del campionato scozzese di calcio, e ha assunto il nome attuale nel 2013 cambiando quello originario di Scottish First Division.
Vi partecipano dieci squadre. La prima classificata è promossa in Scottish Premiership, a patto che il suo stadio rispetti i requisiti previsti per l'iscrizione alla massima serie. L'ultima classificata, invece, retrocede in League One e la penultima spareggia con la seconda, la terza e la quarta classificata in League One, così come la vincitrice dei playoff gioca contro la penultima della Premiership per un’ulteriore promozione.
Le dieci squadre si affrontano quattro volte, guadagnando tre punti in caso di vittoria e un punto in caso di pareggio.

## Partecipanti stagione 2025-2026
- Airdrieonians
- Arbroath
- Ayr Utd
- Dunfermline
- Greenock Morton
- Partick Thistle
- Queen's Park
- Raith Rovers
- Ross County
- St. Johnstone

## Le squadre
Dalla prima edizione (1893-1894) ad oggi (2025-2026), 65 società contano almeno una presenza nelle 120 stagioni del campionato. 
- 71 volte:  Dumbarton
- 66 volte:  Hamilton Academical
- 65 volte:  Raith Rovers
- 64 volte:  Greenock Morton
- 59 volte:  Alloa Athletic,  Ayr Utd
- 53 volte:  Albion Rovers,  Dunfermline,  East Stirlingshire
- 51 volte:  Arbroath,  Cowdenbeath,  Forfar Athletic
- 50 volte:  Airdrieonians,  Queen of the South
- 47 volte:  Stenhousemuir
- 45 volte:  St. Johnstone
- 41 volte:  East Fife
- 40 volte:  Brechin City,  Falkirk
- 38 volte:  Dundee Utd
- 37 volte:  Montrose
- 36 volte:  Clyde,  Clydebank,  Partick Thistle
- 33 volte:  St. Bernard's
- 32 volte:  Queen's Park
- 31 volte:  Leith Athletic
- 28 volte:  Stirling Albion
- 26 volte:  Kilmarnock
- 24 volte:  St. Mirren
- 23 volte:  Dundee,  Stranraer
- 22 volte:  Berwick Rangers
- 21 volte:  Abercorn,  Livingston
- 19 volte:  Arthurlie
- 18 volte:  King's Park
- 16 volte:  Motherwell
- 14 volte:  Vale of Leven
- 13 volte:  Inverness,  Ross County
- 12 volte:  Armadale,  Third Lanark
- 11 volte:  Bo'ness Utd
- 10 volte:  Port Glasgow Athletic
- 9 volte:  Hibernian
- 8 volte:  Bathgate,  Edinburgh
- 7 volte:  Johnstone
- 6 volte:  Hearts
- 5 volte:  Ayr Parkhouse,  Broxburn Athletic,  Linthouse
- 4 volte:  Lochgelly Utd,  Renton
- 2 volte:  Cowlairs,  Nithsdale Wanderers,  Rangers
- 1 volta:  Aberdeen,  Clackmannan,  Cove Rangers,  Dundee Wanderers,  Gretna,  Northern,  Thistle

Il Celtic è l'unica squadra militante nella categoria superiore a non aver mai disputato la seconda serie.

## Albo d'oro
| Stagione | Vincitore                                         | 2º classificato                                   |
| -------- | ------------------------------------------------- | ------------------------------------------------- |
| 1893–94  | Hibernian                                         | Cowlairs                                          |
| 1894–95  | Hibernian                                         | Motherwell                                        |
| 1895–96  | Abercorn                                          | Leith Athletic                                    |
| 1896–97  | Partick Thistle                                   | Leith Athletic                                    |
| 1897–98  | Kilmarnock                                        | Port Glasgow Athletic                             |
| 1898–99  | Kilmarnock                                        | Leith Athletic                                    |
| 1899–00  | Partick Thistle                                   | Greenock Morton                                   |
| 1900–01  | St. Bernard's                                     | Airdrieonians                                     |
| 1901–02  | Port Glasgow Athletic                             | Partick Thistle                                   |
| 1902–03  | Airdrieonians                                     | Motherwell                                        |
| 1903–04  | Hamilton Academical                               | Clyde                                             |
| 1904–05  | Clyde                                             | Falkirk                                           |
| 1905–06  | Leith Athletic                                    | Clyde                                             |
| 1906–07  | St. Bernard's                                     | Vale of Leven                                     |
| 1907–08  | Raith Rovers                                      | Dumbarton                                         |
| 1908–09  | Abercorn                                          | Raith Rovers                                      |
| 1909–10  | Leith Athletic                                    | Raith Rovers                                      |
| 1910–11  | Dumbarton                                         | Ayr United                                        |
| 1911–12  | Ayr Utd                                           | Abercorn                                          |
| 1912–13  | Ayr Utd                                           | Dunfermline Athletic                              |
| 1913–14  | Cowdenbeath                                       | Albion Rovers                                     |
| 1914–15  | Cowdenbeath                                       | Leith Athletic                                    |
| 1915–21  | Sospensione a causa della prima guerra mondiale   | Sospensione a causa della prima guerra mondiale   |
| 1921–22  | Alloa Athletic                                    | Cowdenbeath                                       |
| 1922–23  | Queen's Park                                      | Clydebank                                         |
| 1923–24  | St. Johnstone                                     | Cowdenbeath                                       |
| 1924–25  | Dundee Utd                                        | Clydebank                                         |
| 1925–26  | Dunfermline                                       | Clyde                                             |
| 1926–27  | Bo'ness Utd                                       | Raith Rovers                                      |
| 1927–28  | Ayr Utd                                           | Third Lanark                                      |
| 1928–29  | Dundee Utd                                        | Greenock Morton                                   |
| 1929–30  | Leith Athletic                                    | East Fife                                         |
| 1930–31  | Third Lanark                                      | Dundee United                                     |
| 1931–32  | East Stirlingshire                                | St. Johnstone                                     |
| 1932–33  | Hibernian                                         | Queen of the South                                |
| 1933–34  | Albion Rovers                                     | Dunfermline Athletic                              |
| 1934–35  | Third Lanark                                      | Arbroath                                          |
| 1935–36  | Falkirk                                           | St. Mirren                                        |
| 1936–37  | Ayr Utd                                           | Greenock Morton                                   |
| 1937–38  | Raith Rovers                                      | Albion Rovers                                     |
| 1938–39  | Cowdenbeath                                       | Alloa Athletic                                    |
| 1939–46  | Sospensione a causa della seconda guerra mondiale | Sospensione a causa della seconda guerra mondiale |
| 1946–47  | Dundee                                            | Airdrieonians                                     |
| 1947–48  | East Fife                                         | Albion Rovers                                     |
| 1948–49  | Raith Rovers                                      | Stirling Albion                                   |
| 1949–50  | Greenock Morton                                   | Airdrieonians                                     |
| 1950–51  | Queen of the South                                | Stirling Albion                                   |
| 1951–52  | Clyde                                             | Falkirk                                           |
| 1952–53  | Stirling Albion                                   | Hamilton Academical                               |
| 1953–54  | Motherwell                                        | Kilmarnock                                        |
| 1954–55  | Airdrieonians                                     | Dunfermline Athletic                              |
| 1955–56  | Queen's Park                                      | Ayr United                                        |
| 1956–57  | Clyde                                             | Third Lanark                                      |
| 1957–58  | Stirling Albion                                   | Dunfermline Athletic                              |
| 1958–59  | Ayr Utd                                           | Arbroath                                          |
| 1959–60  | Dundee Utd                                        | Dunfermline Athletic                              |
| 1960–61  | Stirling Albion                                   | Falkirk                                           |
| 1961–62  | Clyde                                             | Queen of the South                                |
| 1962–63  | St. Johnstone                                     | East Stirlingshire                                |
| 1963–64  | Greenock Morton                                   | Clyde                                             |
| 1964–65  | Stirling Albion                                   | Hamilton Academical                               |
| 1965–66  | Ayr Utd                                           | Airdrieonians                                     |
| 1966–67  | Greenock Morton                                   | Raith Rovers                                      |
| 1967–68  | St. Mirren                                        | Arbroath                                          |
| 1968–69  | Motherwell                                        | Ayr United                                        |
| 1969–70  | Falkirk                                           | Cowdenbeath                                       |
| 1970–71  | Partick Thistle                                   | East Fife                                         |
| 1971–72  | Dumbarton                                         | Arbroath                                          |
| 1972–73  | Clyde                                             | Dunfermline Athletic                              |
| 1973–74  | Airdrieonians                                     | Kilmarnock                                        |
| 1974–75  | Falkirk                                           | Queen of the South                                |
| 1975–76  | Partick Thistle                                   | Kilmarnock                                        |
| 1976–77  | St. Mirren                                        | Clydebank                                         |
| 1977–78  | Greenock Morton                                   | Hearts                                            |
| 1978–79  | Dundee                                            | Kilmarnock                                        |
| 1979–80  | Hearts                                            | Airdrieonians                                     |
| 1980–81  | Hibernian                                         | Dundee                                            |
| 1981–82  | Motherwell                                        | Kilmarnock                                        |
| 1982–83  | St. Johnstone                                     | Hearts                                            |
| 1983–84  | Greenock Morton                                   | Dumbarton                                         |
| 1984–85  | Motherwell                                        | Clydebank                                         |
| 1985–86  | Hamilton Academical                               | Falkirk                                           |
| 1986–87  | Greenock Morton                                   | Dunfermline Athletic                              |
| 1987–88  | Hamilton Academical                               | Meadowbank Thistle                                |
| 1988–89  | Dunfermline                                       | Falkirk                                           |
| 1989–90  | St. Johnstone                                     | Airdrieonians                                     |
| 1990–91  | Falkirk                                           | Airdrieonians                                     |
| 1991–92  | Dundee                                            | Partick                                           |
| 1992–93  | Raith Rovers                                      | Kilmarnock                                        |
| 1993–94  | Falkirk                                           | Dunfermline Athletic                              |
| 1994–95  | Raith Rovers                                      | Dunfermline Athletic                              |
| 1995–96  | Dunfermline                                       | Dundee United                                     |
| 1996–97  | St. Johnstone                                     | Airdrieonians                                     |
| 1997–98  | Dundee                                            | Falkirk                                           |
| 1998-99  | Hibernian                                         | Falkirk                                           |
| 1999-00  | St. Mirren                                        | Dunfermline Athletic                              |
| 2000-01  | Livingston                                        | Ayr United                                        |
| 2001-02  | Partick Thistle                                   | Airdrieonians                                     |
| 2002-03  | Falkirk                                           | Clyde                                             |
| 2003-04  | Inverness                                         | Clyde                                             |
| 2004-05  | Falkirk                                           | St. Mirren                                        |
| 2005-06  | St. Mirren                                        | St. Johnstone                                     |
| 2006-07  | Gretna                                            | St. Johnstone                                     |
| 2007-08  | Hamilton Academical                               | Dundee                                            |
| 2008-09  | St. Johnstone                                     | Partick Thistle                                   |
| 2009-10  | Inverness                                         | Dundee                                            |
| 2010-11  | Dunfermline                                       | Raith Rovers                                      |
| 2011-12  | Ross County                                       | Dundee                                            |
| 2012-13  | Partick Thistle                                   | Greenock Morton                                   |
| 2013-14  | Dundee                                            | Hamilton Academical                               |
| 2014-15  | Hearts                                            | Hibernian                                         |
| 2015-16  | Rangers                                           | Falkirk                                           |
| 2016-17  | Hibernian                                         | Falkirk                                           |
| 2017-18  | St. Mirren                                        | Livingston                                        |
| 2018-19  | Ross County                                       | Dundee United                                     |
| 2019-20  | Dundee Utd                                        | Inverness                                         |
| 2020-21  | Hearts                                            | Dundee                                            |
| 2021-22  | Kilmarnock                                        | Arbroath                                          |
| 2022-23  | Dundee                                            | Ayr Utd                                           |
| 2023-24  | Dundee Utd                                        | Raith Rovers                                      |
| 2024-25  | Falkirk                                           | Livingston                                        |

## Vittorie per squadra
| Squadra               | Vittorie | Secondi posti |
| --------------------- | -------- | ------------- |
| Falkirk               | 9        | 8             |
| St. Johnstone         | 7        | 3             |
| Ayr Utd               | 6        | 5             |
| Dundee                | 6        | 5             |
| Greenock Morton       | 6        | 4             |
| Partick Thistle       | 6        | 3             |
| Hibernian             | 6        | 1             |
| Clyde                 | 5        | 6             |
| Raith Rovers          | 5        | 6             |
| St. Mirren            | 5        | 2             |
| Dunfermline           | 4        | 9             |
| Hamilton Academical   | 4        | 3             |
| Dundee Utd            | 4        | 3             |
| Motherwell            | 4        | 2             |
| Stirling Albion       | 4        | 2             |
| Airdrieonians         | 3        | 9             |
| Kilmarnock            | 3        | 6             |
| Leith Athletic        | 3        | 4             |
| Cowdenbeath           | 3        | 3             |
| Hearts                | 3        | 2             |
| Dumbarton             | 2        | 2             |
| Third Lanark          | 2        | 2             |
| Abercorn              | 2        | 1             |
| St. Bernard's         | 2        | —             |
| Queen's Park          | 2        | —             |
| Inverness             | 2        | —             |
| Ross County           | 2        | —             |
| Albion Rovers         | 1        | 3             |
| Queen of the South    | 1        | 3             |
| Livingston            | 1        | 3             |
| East Fife             | 1        | 2             |
| Alloa Athletic        | 1        | 1             |
| East Stirlingshire    | 1        | 1             |
| Port Glasgow Athletic | 1        | 1             |
| Bo'ness Utd           | 1        | —             |
| Gretna                | 1        | —             |
| Rangers               | 1        | —             |
| Arbroath              | —        | 5             |
| Clydebank             | —        | 4             |
| Cowlairs              | —        | 1             |
| Vale of Leven         | —        | 1             |